# Catedral de Voghera
La colegiata de San Lorenzo es el principal lugar de culto de Voghera, en la provincia de Pavía. Se encuentra donde antiguamente había una iglesia parroquial (de la que sólo se conserva la base del campanario) y hoy es accesible desde Via Cavour. Es la sede de la parroquia de San Lorenzo Martire, perteneciente a la diócesis de Tortona.

## Historia y descripción
La catedral fue reconstruida a partir de 1605 y rediseñada por Antonio Maria Corbetta, quien se inspiró en el plano de estilo Bramante de la catedral de Pavía. La fachada, por falta de fondos, quedó inacabada durante muchos años. Finalmente, entre 1874 y 1881, según proyecto del arquitecto Carlo Maciachini, se realizó un último vano en el interior del edificio y se realizó la fachada definitiva con dos espacios a los lados del ingreso principal, gestionados como capillas: a la derecha la capilla de María Bambina y de la Virgen Inmaculada y a la izquierda la capilla de la pila bautismal. El interior consta de una nave central y dos naves laterales. En la nave central encontramos un fresco de la Madonna del Soccorso, mientras que en un altar del Colegio Notarial se conserva una pintura que representa la visita de Scipione Crespi (siglos XVI-XVII). Los pintores Gambarini y Morgari pintaron frescos en el altar, el coro y la cúpula. Ha sido recientemente renovado.

### Cúpula
En el centro de la iglesia se levanta una cúpula semiesférica, de más de 47 metros de altura, que descansa sobre cuatro pilares, en cada uno de los cuales hay un nicho donde es posible admirar una estatua colosal de un evangelista con el escudo de la ciudad y el águila romana en la base. La cúpula, coronada por una linterna y enriquecida por una cúpula octogonal, fue diseñada por el arquitecto Corbetta y pintada al fresco entre 1906 y 1908 por el artista turinés Luigi Morgari y Rodolfo Gambini.
Externamente, la cúpula octogonal es el símbolo más característico del perfil urbano de Voghera.

### Interior
La nave izquierda cuenta con tres altares: el altar de San Antonio Abad, originalmente en terracota y posteriormente reconstruido en 1953 en mármol y madera dorada, el altar del Colegio Notarial y de la Visitación de María a Santa Isabel, también en mármol y de estilo renacentista, y el altar del Crucifijo, también conocido como altar del Sufragio, realizado en mármol policromado en la segunda mitad del siglo XVIII. En la nave derecha hay tres altares: el altar de Santa Catalina de Siena, el altar de Nuestra Señora del Socorro y el altar de San Miguel Arcángel. Todas ellas están realizadas en mármol policromado y datan de finales del siglo XIX. Los tres representan escenas religiosas: el primero muestra a Santa Catalina descalza con hábito monástico, el segundo a San Tadeo con la Virgen y el tercero el triunfo de San Miguel.

### El tesoro
Una de las obras más antiguas que da testimonio de los esplendores del pasado es un pequeño relicario que contiene un fragmento de la Santa Espina. Esta es la espina de la corona de Cristo, depositada en una caja fuerte y conservada en Voghera durante unos 700 años; Hoy propiedad de la parroquia y atribuible a la orfebrería gótica procedente de más allá de los Alpes. Se dice que la reliquia llegó a Voghera con los Caballeros Cruzados, después de las guerras en Tierra Santa, a través de un sofisticado artilugio, una carretilla elevadora llamada "Nube" y empujada a mano por una larga serie de engranajes. En la base del relicario Visconti una pintura recuerda la figura de San Juan, patrón de la Soberana Orden Militar Hospitalaria de San Juan de Jerusalén, Rodas y Malta. Durante la fiesta de San Bovo fue mostrado al pueblo por el Obispo y miles de personas se arrodillaron para obtener la bendición.

### Órganos de tubos
La catedral de Voghera tiene dos órganos. El más antiguo es un Serassi de 1833 (opus 477). El otro fue instalado por la empresa Mascioni en 2013, pero en realidad se trata de la reconstrucción del órgano Balbiani de 1962 comprado por la catedral de Pavía. El órgano es completamente nuevo, desde la transmisión hasta la fachada, mientras que todo el material sonoro ha sido recuperado y restaurado. Transmisión eléctrica, cuenta con tres teclados de 61 notas y una pedalera de 32 notas. Hay 5003 tubos, para un total de 74 registros.

## Antifonarios
Una parte poco conocida de la colección de la Catedral de Voghera, pero sin duda de gran interés artístico y cultural, son los Antifonarios medievales. Se trata de grandes libros que se conservan en el interior de la Catedral y que contienen las partituras del contracanto a la voz principal, reservado al celebrante durante las misas cantadas. Las iniciales de los antifonarios de la Catedral de Voghera se atribuyen al famoso Maestro de la Vitae Imperatorum que trabajó en la década de 1430 y que fue donado a la Catedral de Voghera por la familia Visconti de Milán. Al comienzo de las estrofas de estos cantos, se encuentran estas representaciones, llamadas iniciales, en las que hay una representación de un tema relacionado con los Evangelios, o con la vida de los santos (por ejemplo, representación de profetas o apóstoles). Las miniaturas de las letras iniciales, aunque hechas más realistas por la presencia de barbas y arrugas, mantienen la misma expresión en todos los rostros, inalterada incluso cuando varía el personaje y el tema tratado. Como en todas las demás pinturas del Oltrepò Pavese, es interesante notar que en los antifonarios de la Catedral de Voghera se prefieren colores brillantes, vivos y no realistas, no sólo para crear fondos o arquitecturas para los frescos, sino también para los motivos decorativos y en este caso para los rostros con colores muy fuertes pero con un efecto de claroscuro bastante efectivo. Desgraciadamente, sólo queda una pequeña parte de las letras mayúsculas originales, ya que muchas fueron robadas durante la Segunda Guerra Mundial, probablemente por algún oficial alemán que intentaba encontrar algo de mínimo valor, como, por ejemplo, los fondos dorados de las miniaturas. 